# Frigga Haug
Frigga Haug (nascida Langenberger, 28 de novembro de 1937) é uma socióloga e filósofa socialista-feminista alemã.

## Biografia
Frigga Langenberger nasceu em Mülheim. Ela estudou sociologia e filosofia na Universidade Livre de Berlim. Em 1963 interrompeu os seus estudos para se mudar para Colónia e dar à luz uma filha. Em 1965 casou-se pela segunda vez com o filósofo Wolfgang Fritz Haug. Ela formou-se em sociologia em 1971 e obteve um doutoramento em sociologia e psicologia social em 1976.
A revista de Haug, Das Argument, surgiu da sua oposição ao rearmamento nuclear. Ela juntou-se à União Socialista Alemã de Estudantes (SDS) em protesto contra a Guerra do Vietname e também desenvolveu uma perspectiva feminista. Em 1988 fundou a editora de livros Adiadne.

## Obras
- Kritik der Rollentheorie und ihrer Anwendung in der bürgerlichen deutschen Soziologie [Crítica da teoria dos papeis e a sua aplicação na sociologia burguesa alemã]. Frankfurt: Fischer, 1972.
- Além do masoquismo feminino: memória-trabalho e política, Londres/Nova York: Verso, 1980.
- Erinnerungsarbeit [Trabalho de memória]. Hamburgo: Argument-Verlag, 1990
- (ed.) Historisch-Kritisches Wörterbuch des Feminismus [Dicionário histórico-crítico do feminismo]. Hamburgo: Argument-Verlag, 3 vols, 2003–2011.